# Götz Thomas Wenzel
Götz Thomas Wenzel (* 1957) ist ein deutscher Autor und Künstler sowie ehemaliger Leiter für künstlerische Großproduktionen in der DDR.
Nach einer Ausbildung als Gießer und Schmelzer studierte Wenzel, ohne diese Studiengänge abzuschließen, Regie, Archäologie und Ägyptologie. Er war ab 1982 Produktionsleiter in verschiedenen Großbetrieben der DDR. Später wurde er Verantwortlicher für Kulturveranstaltungen und seit 1984, als ausgewiesener selbstständiger Regisseur und künstlerischer Produktionsleiter, Organisator für Großkonzerte im Palast der Republik. Ab 1987 war er Leiter für künstlerische Großproduktionen in der DDR und war u. a. verantwortlich für das Festival des politischen Liedes oder Rock für den Frieden sowie Konzerte von Miriam Makeba, Udo Lindenberg, James Brown und Bryan Adams. Er war auch bei der Vorbereitung und Durchführung der Friedenswoche der Berliner Jugend auf der Radrennbahn in Weißensee beteiligt. 
Nach der Wende engagierte er sich zuerst in der Berliner Bunkerarchäologie und wurde später Gutachter für unterirdische Bahnhöfe beim Senat von Berlin. 1994 zog er nach Rügen und 2005 übernahm er die Troposphären-Funkstation 302 in Eichenthal bei Bad Sülze und errichtete dort ein seit 2006 der Öffentlichkeit zugängliches Museum.

## Werke
- Literatur von und über Götz Thomas Wenzel im Katalog der Deutschen Nationalbibliothek
- Werke von und über Götz Thomas Wenzel in der Deutschen Digitalen Bibliothek
- Heinz Knobloch, Michael Richter, Götz Thomas Wenzel, Christoph Links: Berliner Geisterbahnhöfe. Links, Berlin, 1994, ISBN 978-3-86153-072-5
- Heinz Knobloch, Michael Richter, Götz Thomas Wenzel: Geisterbahnhöfe – Westlinien unter Ostberlin Links, Berlin, 1992, ISBN 978-3-86153-683-3.
- Geheimobjekt Atombunker. Die Troposphären-Funkstation Eichenthal. Erstveröffentlichung 2006, Links, Berlin, ISBN 978-3-86153-388-7
- Mitautor: Einmischung erwünscht Links, Berlin, 2014, ISBN 978-3-86153-800-4